# San Isidro (El Guarco)
San Isidro è un distretto della Costa Rica facente parte del cantone di El Guarco, nella provincia di Cartago.